# Amberana elongata
Amberana elongata är en insektsart som beskrevs av William Lucas Distant 1908. Amberana elongata ingår i släktet Amberana och familjen spottstritar.
Artens utbredningsområde är Madagaskar. Inga underarter finns listade i Catalogue of Life.